# North Howell
North Howell az Amerikai Egyesült Államok északnyugati részén, Oregon állam Marion megyéjében elhelyezkedő önkormányzat nélküli település.
A Gervaisi Tankerülethez tartozó általános iskola 2002-ben zárt be; az épületet 2009 óta a Bosco Szent János Középiskola bérli.

## Fordítás
- Ez a szócikk részben vagy egészben  a   North Howell, Oregon című angol Wikipédia-szócikk ezen változatának fordításán alapul.  Az eredeti cikk szerkesztőit annak laptörténete sorolja fel. Ez a jelzés csupán a megfogalmazás eredetét és a szerzői jogokat jelzi, nem szolgál a cikkben szereplő információk forrásmegjelöléseként.